# 예비교
예비교(일본어: 予備校 요비코[*])는 일본에서 각종 시험에 응시하는 자에게 미리 지식과 정보를 제공하는 상업적 교육 시설이다. 시험 합격 후 필요한 지식 등을 동시에 제공하는 경우도 많다.

## 같이 보기
- 학습숙